# Любота, Дмитрий Валерьевич
Дмитрий Валерьевич Любота (укр. Дмитро Валерійович Любота; род. 9 января 1981, Харьков) — украинский предприниматель, политик.
Народный депутат Украины IX созыва.

## Биография
Родился в семье железнодорожников в городе Харькове. Детство провёл в посёлке Купянск-Узловой. В 2002 году окончил Харьковский государственный технический университет строительства и архитектуры (специальность «Менеджмент организаций», квалификация менеджер-экономист).
Любота является владельцем магазина строительных материалов в Купянске.

## Политическая деятельность
Кандидат в народные депутаты от партии «Слуга народа» на парламентских выборах 2019 года (избирательный округ № 177, города Изюм, Купянск, Боровский, Изюмский, Купянский, Шевченковский районы). На время выборов: директор ООО "Строительное предприятие «Градострой», проживает в городе Купянск Харьковской области. Беспартийный.
Член Комитета Верховной Рады по вопросам интеграции Украины с Европейским Союзом, председатель подкомитета по вопросам экономического, секторального сотрудничества и углублённой и всеобъемлющей зоны свободной торговли между Украиной и ЕС.
Член Постоянной делегации в Парламентской ассамблее ЕС — Восточные соседи.